# Myitmaka
Myitmaka est une rivière située en Birmanie.